# BNIP2
BNIP2‏ (BCL2 interacting protein 2) هوَ بروتين يُشَفر بواسطة جين BNIP2 في الإنسان.